# GSC1075-1559
GSC1075-1559 — хімічно пекулярна зоря спектрального класу A2, що має видиму зоряну величину в смузі V приблизно  9,3.
Вона  розташована на відстані близько 1462,6 світлових років від Сонця.